# Wisdom of the Crowd
Wisdom of the Crowd es una serie de televisión estadounidense de drama que salió al aire en CBS. La serie se estrenó el 1 de octubre de 2017 y terminó el 14 de enero de 2018 con una temporada de trece episodios, por el escándalo de acoso sexual que envuelve a Jeremy Piven.

## Elenco y personajes
- Jeremy Piven como Jeffrey Tanner.[3]
- Richard T. Jones como el detective Cavanaugh.[4]
- Blake Lee como Josh.[5]
- Natalia Tena como Sara.[6]
- Monica Potter como Alex.[7]
- Jake Matthews como Tariq.[6]